# Bitwa morska pod Malagą
Bitwa pod Malagą (także bitwa pod Vélez-Málagą) – największa bitwa morska stoczona  24 sierpnia 1704 na południe od Malagi podczas hiszpańskiej wojny sukcesyjnej.
Flota angielsko-holenderska pod wodzą angielskiego admirała George'a Rooke'a (53 liniowce, 6 fregat, 7 branderów), licząca łącznie 22 543 ludzi i 3614 dział, stoczyła nierozstrzygniętą bitwę z flotą hiszpańsko-francuską dowodzoną przez admirała de Toulouse'a i d'Estréesa (32 liniowce, 6 fregat, 28 wielkich galer francuskich i hiszpańskich, 6 branderów), liczącą 24 275 ludzi i 3577 dział.

## Działania poprzedzające
W sierpniu 1704 Anglicy zdobyli Gibraltar, co stanowiło wstrząs nie tylko dla Hiszpanii, ale i dla sprzymierzonej z nią Francji. Zdecydowano o natychmiastowym odzyskaniu utraconej twierdzy, wysyłając flotę dowodzoną przez admirała de Toulouse'a, do której po drodze miały dołączyć galery hiszpańskie i francuskie. Nieprzyjacielska flota angielsko-holenderska admirała Rooke, z przewagą okrętów liniowych, osłabiona była tym, iż 12 z nich wówczas zaopatrywało się w wodę w Tetuanie. Kiedy 19 sierpnia obie strony nawiązały ze sobą kontakt, Francuzi dysponowali nieznaczną przewagą liczebną. Mimo to admirał de Toulouse obawiał się zaatakować bez dokładnego rozpoznania sił nieprzyjacielskich i postanowił zaczekać na nadciągające galery w Maladze. Po odpłynięciu Francuzów do Malagi Rooke wycofał się w kierunku Gibraltaru, gdzie zamierzał oczekiwać 12 brakujących okrętów, a następnie wyruszyć na wschód za Francuzami, co nastąpiło 21 sierpnia.

## Bitwa
Powiadomiony o zbliżaniu się floty nieprzyjaciela, admirał de Toulouse zdecydował o wyjściu z portu i stoczeniu bitwy. 23 sierpnia obie floty nie przeprowadziwszy rozpoznania minęły się, co spowodowało, że Anglicy i Holendrzy odcięli Francuzom drogę do portu w Maladze, natomiast Francuzi zamknęli Anglikom i Holendrom drogę do Gibraltaru, którym w tej sytuacji sprzyjały lepsze warunki pogodowe. Obie floty zajęły pozycje do bitwy około 40 kilometrów na południe od Malagi, lecz żadna ze stron nie zamierzała rozpocząć starcia. Flota angielsko-holenderska uszykowana była w trzy eskadry: awangardą dowodził admirał Clowdisley Shovell, siłami głównymi dowodził admirał George Rooke, a ariergardą admirał Gerard Callenburgh. We flocie francuskiej awangardą dowodził admirał Villette, centrum dowodził admirał de Toulouse, ariergardą admirał de Langeron. 
Bitwa rozpoczęła się z rana 24 sierpnia. Obie floty płynęły w kierunku południowym, zachowując wzajemną odległość około 20 kilometrów. Gdy flota angielsko-holenderska zajęła pozycję nawietrzną, ruszyła do ataku. Nie zaskoczyło to Francuzów, którzy postanowili obejść flotę nieprzyjacielską i sami zaatakować od nawietrznej. Uprzedzając ten manewr Anglicy zdołali go udaremnić. Doszło do walki między awangardami obu flot, w czym przewagę uzyskiwali Anglicy. Wkrótce kontakt bojowy nawiązały też ariergardy. Galery francuskie usiłowały dokonać ataku abordażowego na okręty holenderskie, które jednak zdołały obronić się potężnym ogniem działowym. W końcu nastąpiło starcie sił głównych, a w nim przewagę uzyskali Francuzi, głównie dzięki temu, że Anglikom zaczęło brakować amunicji i zmuszeni do jej oszczędzania zmniejszyli natężenie ognia. Z bitwy wycofywało się coraz więcej uszkodzonych okrętów angielskich, co stwarzało obawę, iż flota angielsko-holenderska nie zdoła utrzymać linii. W tej sytuacji admirał George Rooke wezwał na pomoc awangardę admirała Shovella, która wówczas miała przewagę nad awangardą francuską. 
Walka trwała aż do zmierzchu, lecz żadna ze stron nie uzyskała decydującej przewagi. W gorszej sytuacji bojowej (niedostatek amunicji i większe uszkodzenia) byli Anglicy, ponadto wraz ze zmianą wiatru ich flota znalazła się na zawietrznej. Jednakże francuski admirał de Toulouse nie wykorzystał okazji i następnego dnia nie zaatakował. Obie floty stały naprzeciw siebie bezczynnie do 27 sierpnia, po czym wycofały się. Żaden z okrętów nie został zatopiony ani zdobyty, ale znaczna ich część (zwłaszcza angielskich) doznała poważnych uszkodzeń. Francuzi stracili 1600 zabitych i rannych, natomiast Anglicy i Holendrzy – 3 tysiące zabitych.